# Albert Schwarz (Landrat)
Albert Schwarz (* 21. Mai 1927 in Niederwürzbach; † 23. Juni 2005) war ein deutscher Landrat, zunächst von Sankt Ingbert und schließlich vom Saarpfalz-Kreis.

## Leben
Schwarz war Sohn eines Bergmanns und besuchte ab 1937 das Realgymnasium St. Ingbert. Wenige Jahre darauf wurde er im Zweiten Weltkrieg zum Kriegsteilnehmer. Nach dem Krieg studierte er von 1948 bis 1953 Rechtswissenschaften in Berlin und München, sein Referendariat absolvierte er dabei in Zweibrücken und in Neustadt an der Weinstraße. 1953 legte er sein Referendariatsexamen ab, vier Jahre später sein Assessorenexamen. In der Zwischenzeit trat er 1955 der CDU bei. Es folgte der Besuch der Verwaltungsakademie in Speyer, ehe er 1958 ins Saarland zurückkehrte und in den Ministerialdienst der saarländischen Landesregierung eintrat.
Im Innenministerium wurde Schwarz zum Oberregierungsrat befördert. In den 1960er-Jahren bekleidete er hinter Josef Hager das Amt des stellvertretenden Landrats des Landkreises Sankt Ingbert. Am 10. Mai 1965 wurde er zum Landrat des Kreises gewählt und hatte dieses Amt bis 1973 inne. Mit der Gebiets- und Verwaltungsreform im Saarland 1974 wurde der Landkreis Sankt Ingbert aufgelöst und es kam zur Neugründung des Saar-Pfalz-Kreises. Vom Mai 1974 bis zum 31. Mai 1985 war Schwarz auch Landrat des Saar-Pfalz-Kreises. In seine Amtszeit fiel der Bau des Forums Homburg, das unter anderem als Sitz des Landratsamtes diente.
Schwarz war von 1965 bis 2001 Vorsitzender des Kreisverbandes St. Ingbert des Deutschen Roten Kreuzes sowie von 1985 bis 1997 auch Vorsitzender des Landesverbandes Saar des DRK. Das DRK ehrte ihn 1997 für seine ehrenamtliche Tätigkeit mit dem Ehrenzeichen in Gold. Von 1986 bis 1999 war Schwarz zudem Aufsichtsratsmitglied des Diözesan Siedlungswerks Speyer. Am 28. Januar 2002 wurde ihm der Saarländische Verdienstorden verliehen.